# River Sheaf
Der River Sheaf ist ein Fluss in Sheffield in der Grafschaft South Yorkshire im Norden Englands. 

## Verlauf
Der Fluss entsteht aus dem Zusammenfluss des Totley Brook und des Old Hay Brook in Totley, ein heutiger Stadtteil Sheffields. Er fließt in Richtung Norden an Dore entlang und durch das Tal Abbeydale, so genannt auf Grund der im 12. Jahrhundert gegründeten vormaligen Abtei Beauchief Abbey, die sich am Ufer des Sheaf befindet. Der Fluss verläuft weiter nördlich des Stadtteils Heeley und wird in einen Düker geleitet, durch den er unter dem Stadtzentrum Sheffields verläuft, wobei der Fluss ab und zu oberirdisch verläuft. In der Nähe der Brücke Blonk Street Bridge mündet der Fluss Sheaf in den River Don. Dieser Abschnitt des Sheafs bildete zusammen mit dem Don zwei Grenzen des Sheffield Castle.

## Name
Bis in das 17. Jahrhundert wurde der Name des Flusses Scheth oder Sheath geschrieben. Der Ursprung des Wortes wird zurückgeführt auf das altenglische sced in der Bedeutung von Wasserscheide, oder auf das Wort sceth in der Bedeutung von scheiden. Historisch gesehen war der Sheaf die Grenze zwischen den angelsächsischen Königreichen Mercia und Northumbria. Der Fluss bildete bis ins 20. Jahrhundert die Grenze zwischen den Grafschaften Yorkshire und Derbyshire.
Der Name der Stadt Sheffield ist abgeleitet vom Namen dieses Flusses. Die Zuflüsse des River Sheaf sind der Porter Brook und der Meers Brook. Der River Sheaf wurde durch jahrhundertelange Industrieableitungen aus Stahlfabriken und anderen eisenverarbeitenden Industrien äußerst verschmutzt und beginnt sich nur langsam zu regenerieren. Der Fluss versorgte diese Industrien mit Energie und wurde gleichzeitig als Abfluss für Industrieabfälle benutzt. Ein Beispiel für die vorindustrielle Nutzung ist das unter Denkmalschutz stehende Abbeydale Industrial Hamlet.

## Sheaf Valley Walk
Gegenwärtig wird von der Stadtverwaltung Sheffields eine Wanderroute, der Sheaf Valley Walk, entwickelt. Diese Wanderroute soll an den Relikten der industriellen Vergangenheit des Flusses entlang bis in seine Ursprünge im Peak-District-Nationalpark führen.